# Hotel da Baleeira
O Hotel da Baleeira é uma unidade hoteleira na localidade de Sagres, no concelho de Vila do Bispo, na região do Algarve, em Portugal.

## Descrição e história
O hotel está situado na baía de Sagres, no interior do Parque Natural da Costa Vicentina. Nas imediações encontram-se vários importantes monumentos históricos, como a Fortaleza de Sagres. Classificado como de quatro estrelas, possui 111 quartos, e várias facilidades para os hóspedes, como restaurante, bar e piscinas. Conta igualmente com salas para reuniões e eventos, com uma capacidade de 120 pessoas.
O edifício original era considerado como um exemplo das unidades hoteleiras construídas na décadas de 1960 e 1970, que se destacaram pelo seu esforço a nível arquitectónico e urbanístico, em contraste com as grandes estruturas de betão que criaram problemas paisagísticos e ambientais nos locais onde se situavam. Assim, estes pequenos complexos hoteleiros procuraram utilizar uma escala apurada, uma certa imaginação nas volumetrias, e esforçaram-se por integrar as estruturas no ambiente local, embora utilizando linhas mais arrojadas, sem elementos que eram considerados típicos ou tradicionais da região. No interior do edifício destacava-se um painel em cerâmica executado pelo artista alemão Hein Semke, já desaparecido.
O hotel foi construído em 1962, tendo o arquitecto sido Jorge Ferreira Chaves. O dono da obra foi Álvaro Calhau Rolim, e os trabalhos foram executados pela firma Satrel, Empresa Industrial de Construção Civil. Também em 1962, foi elaborado o painel de cerâmica de Hein Semke. Em 1967 o complexo foi alvo de obras de expansão, que incluíram a instalação de uma piscina, também da autoria de Jorge Ferreira Chaves. Em 2000, foram feitas obras de renovação no hotel.
Em meados de 2007 foram terminadas as obras de remodelação da unidade hoteleira, que demoraram cerca de oito meses e custaram quinze milhões de Euros. Os trabalhos foram feitos pelos novos proprietários, o grupo nacional Memmo Unforgettable Hotels, em conjunto com a empresa F. Turismo. Esta intervenção incluiu igualmente a expansão do completo hoteleiro, que foi promovido à classificação de quatro estrelas. Segundo a viúva de Hein Semke, Teresa Balté, o painel que o artista concebeu para o hotel foi destruído quando foram feitas obras de remodelação.